# SO-DIMM

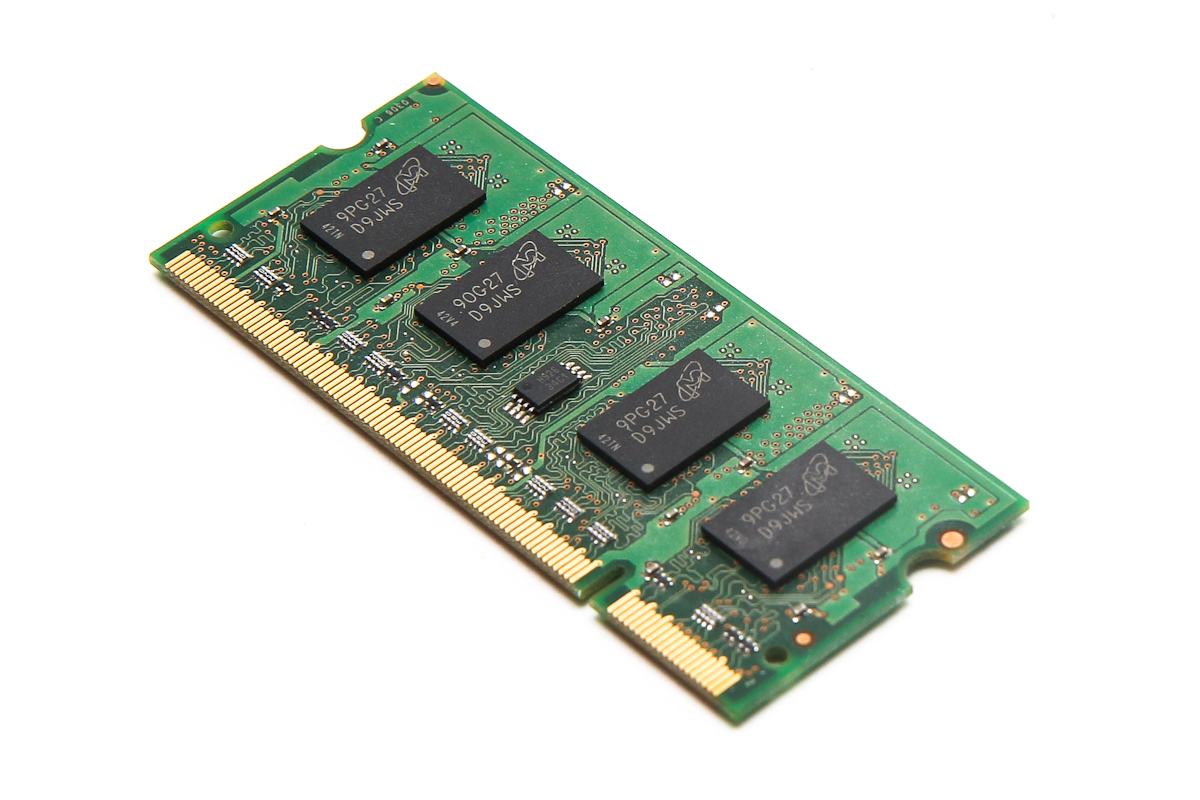
Fig.1 Exemple de mòdul SO-DIMM de 200 pins o connexions.

SO-DIMM (acrònim de small outline dual in-line memory module) és un tipus de mòdul de memòria d'ordinador construït emprant circuits integrats (DDR, DDR2, DDR3, DDR4...). Els mòduls SO-DIMM són una alternativa més petita (quasi la meitat de la mida) als mòduls DIMM que són més antics. Els mòduls SO-DIMM s'acostumen a emprar en sistemes amb mida reduïda com per exemple ordinadors portàtils.

## Tipus

Fig.1 Comparativa entre mòduls DDR, DDR 2 i DDR 3.

La majoria de tipus de mòduls SO-DIMM poder ser reconeguts per unes entrades identificatives que eviten la connexió errònia :
| Nombre de terminals | Quantitats d'entrades | Dimensions del mòdul | Tipus de memòria |
| ------------------- | --------------------- | -------------------- | ---------------- |
| 100                 | 2                     |                      |                  |
| 144                 | 1 centrat             |                      |                  |
| 200                 | 1 lateral             | 67.6 x 31,75 mm      | DDR o DDR2       |
| 204                 | 1 més centrat         | 67.6 x 31,75 mm      | SRAM DDR3        |
| 260                 | 1 centrat             | 69.6 x 30 mm         | SRAM DDR4        |
| 260                 | 1 centrat             | 69.6 x 30 mm         | SRAM UniDIMM     |